# ناخداهای دلیر (فیلم ۱۹۳۷)
ناخداهای دلیر (انگلیسی: Captains Courageous) فیلمی به کارگردانی ویکتور فلمینگ است که در سال ۱۹۳۷ منتشر شد.
این فیلم برنده جایزه اسکار بهترین بازیگر نقش اول مرد توسط اسپنسر تریسی در سال ۱۹۳۷ شده‌است.

## بازیگران
- فردی بارتالومیو
- اسپنسر تریسی
- لیونل باریمور
- ملوین داگلاس
- میکی رونی
- جان کارادین
- ماری کینل
- لستر دُر